# Actinote brauronia
Actinote brauronia är en fjärilsart som beskrevs av Charles Oberthür 1917. Actinote brauronia ingår i släktet Actinote och familjen praktfjärilar. Inga underarter finns listade i Catalogue of Life.